# Oševljek
Oševljek – wieś w Słowenii, w gminie Renče-Vogrsko. W 2018 roku liczyła 202 mieszkańców.